# Prumnopitys
Prumnopitys Phil. – rodzaj drzew i krzewów z rodziny zastrzalinowatych (Podocarpaceae Endl.). Według The Plant List obejmuje 9 gatunków.

## Systematyka
Jeden z rodzajów rodziny zastrzalinowatych (Podocarpaceae).
Wykaz gatunków
- Prumnopitys andina (Poepp. ex Endl.) de Laub.
- Prumnopitys exigua de Laub.
- Prumnopitys ferruginea (G.Benn. ex D.Don) de Laub.
- Prumnopitys ferruginoides (Compton) de Laub.
- Prumnopitys harmsiana (Pilg.) de Laub.
- Prumnopitys ladei (F.M.Bailey) de Laub.
- Prumnopitys montana (Humb. & Bonpl. ex Willd.) de Laub.
- Prumnopitys standleyi (J.Buchholz & N.E.Gray) de Laub.
- Prumnopitys taxifolia (Sol. ex D.Don) de Laub.